# Freinacht
Als Freinacht, auch Hexennacht oder Lausbubennacht, wird heutzutage mitunter im südlichen deutschsprachigen Raum die Nacht vom 30. April auf den 1. Mai bezeichnet. Sie wird von Jugendlichen gerne genutzt, um den Maibaum anliegender Gemeinden zu stehlen oder Gartentüren auszuhängen und zum Maibaum zu tragen. Seit den 1980er Jahren, wahrscheinlich schon früher, wird die Freinacht auch vermehrt zu allerlei Streichen genutzt, die jedoch nichts mit dem Brauchtum der Freinacht zu tun haben. Beliebt ist dabei zum Beispiel das Einwickeln von PKW mit Toilettenpapier, das Besprühen von Türklinken und Autos mit Rasierschaum oder das Verstecken von Dingen. Neben diesen harmlosen Streichen häufen sich in den Freinächten zunehmend auch Sachbeschädigungen und Vandalismus.
In der Schweiz und Teilen Südwestdeutschlands wird unter Freinacht eine Nacht mit amtlich verlängerter oder unbeschränkter gastgewerblicher Bewirtung in Restaurants oder an Festwirtschaften verstanden (ohne Polizeistunde).

## Herkunft
In der heute üblichen Freinacht fließen vermutlich verschiedene, ehemals unabhängige Bräuche zusammen. Der Begriff Freinacht stammt ursprünglich aus Oberbayern und bezeichnete eine Nacht vor einem bestimmten Feiertag. Anders als heute gab es neben der Nacht auf den 1. Mai weitere Termine. Für den Landkreis Fürstenfeldbruck westlich von München galten außerdem die Nächte auf den 1. April, vom Karsamstag auf den Ostersonntag, auf Georgi (23. April) sowie vom Pfingstsamstag auf Pfingstsonntag als Freinächte. Da es im bäuerlichen Umfeld als unschicklich galt, an dem jeweils folgenden Feiertag bewegliches Inventar herumstehen zu haben, wurde dieses von der Dorfjugend „aufgeräumt“. Beliebt war das Verstecken offener Tore oder das Zerlegen eines herumstehenden Heuwagens mit anschließendem Zusammenbau auf einem Scheunendach oder im Inneren des Hauses.

## Weiteres
Ähnliche Mainachtsbräuche gibt es auch in der Schweiz in ländlichen Gegenden. Nicht gleichen Ursprungs sind die eher etwas derberen und mit mehr Sachbeschädigungen verbundenen Freinächte in Zürich am Schulsilvester oder auch an Halloween (31. Oktober).